# Georg Habsburg-Lothringen
Paul Georg Maria Joseph Dominikus Habsburg-Lothringen, född 16 december 1964 i Starnberg, Bayern, är en tysk manager inom mediebranschen.
Han är yngste son till Otto von Habsburg, den siste kronprinsen av Österrike-Ungern, och Regina av Sachsen-Meiningen.
Namnformen Georg von Habsburg förekommer också.
Hans äldre bror Karl Habsburg-Lothringen är ätten Habsburg-Lothringens huvudman sedan 2007. Den tidigare moderate riksdagsledamoten Walburga Habsburg Douglas är en av hans äldre systrar.
Habsburg-Lothringen har arbetat i olika TV-företag från 1987. Han bosatte sig i Budapest, Ungern 1993. Han var ordförande i ungerska Röda korset från 2004 till 2012.
Han är gift sedan 18 oktober 1997 med Eilika von Oldenburg (född 23 augusti 1972).